# بیمارستان تأمین اجتماعی مصطفی خمینی بهبهان
بیمارستان مصطفی خمینی واقع در استان خوزستان، شهرستان بهبهان بیمارستانی است عمومی و وابسته به سازمان تامین اجتماعی با ۱۲۱ تخت ثابت که در سال ۱۳۵۷ شمسی تأسیس گردید. و دارای بخش‌های اورژانس، CCU ،ENT، ارتوپدی، ارولوژی، دندانپزشکی، اطفال، جراحی زنان و زایمان، جراحی عمومی، داخلی، نوزادان، اتاق عمل، پست پارتوم، زایمان و دیگر واحدهای پاراکلینیک و درمانگاهی می‌باشد.